# Rezső
Rezső est la version hongroise du prénom masculin Roger. Il est traduit en allemand par Rudolf. C'est un prénom et un nom de famille hongrois.

## Étymologie
L'anthroponyme a été créé lors du renouvellement de la langue à partir du nom de famille "Rézső / Réső", d'origine inconnue.

## Équivalents
"Roger" est la version française et anglaise du prénom masculin d'origine germanique "Hrodgari", dont la forme allemande principale est "Rüdiger", et qui provient des racines hroth / hrod, c'est-à-dire glorieux et "gari" javelot, lance.
- Rogerius, Roar, Rudyar, Rudjar.

## Personnalités portant ce prénom
- Rezső Charousek (1873-1900), maître d'échecs hongrois.
- Rezső Nyers (°1923), homme politique et économiste hongrois.
- Rezső Somlai (°1911), joueur de football et entraîneur hongrois.
- Rezső Kohut, joueur de football.
- Rezső Rozgonyi, joueur de football.
- Rudolf Kastner (1906–1957), homme politique hongrois.
- Rezső Laban (1879-1958), homme politique.

## Fête
Les "Rezső" sont fêtés le 7 novembre, mais aussi le 17 avril, le 12 octobre, le 17 octobre, selon le saint de référence.